# ولاس چوبار
ولاس چوبار (اوکراینی: Влас Якович Чубар؛ ۱۰ فوریهٔ ۱۸۸۱ – ۲۶ فوریهٔ ۱۹۳۹) سیاست‌مدار اهل امپراتوری روسیه بود. وی از ۱۵ ژوئیه ۱۹۲۳ تا ۲۸ آوریل ۱۹۳۴ دومین نخست‌وزیر جمهوری اوکراین شوروی بود.
ولاس چوبار در ۲۶ فوریه ۱۹۳۹، در پاکسازی بزرگ زمان استالین اعدام شد.
وی همچنین برندهٔ جوایزی همچون نشان پرچم سرخ کار شده‌است.